# Веерные лады

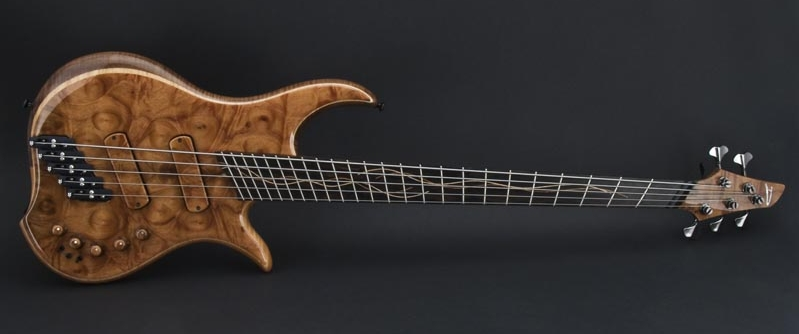
Бас-гитара с веерными ладами

Веерные лады, переменная мензура — оригинальный вид разделения грифа щипковых музыкальных инструментов по ладам, при котором размер мензуры является не одинаковым для всех струн, а переменным: большая мензура для басовых струн, маленькая — для дискантных. При этом лады располагаются не перпендикулярно грифу, а наискосок, напоминая раскрытый веер. Цель такой конструктивной особенности — сделать строй инструмента максимально точным.

## История
Впервые переменная мензура появилась в эпоху Возрождения на таких инструментах как бандора (англ.) и орфарион (англ.). О бандоре упоминается в музыкальном словаре Преториуса «Syntagma Musicum», опубликованном в 1619 году. Англичанин Джон Роуз создал её в 1560 году, а затем, в 1581 году он же создал орфарион, как уменьшенную версию бандоры.
В 1900 году веерные лады запатентовал E.A. Edgren, впрочем, этот патент уже недействителен. В 1989 году Ральф Новак запатентовал веерные лады, и теперь его компания Novax Guitars выпускает гитары с переменной мензурой.
Началом современного использования веерных ладов так же можно считать 1977 год, когда Джон Старретт изобрёл инструмент под названием StarrBoard (англ.).

## Современное использование
В настоящее время веерные лады становятся всё более популярными, целый ряд производителей гитар оснащает ими свои инструменты, например, Мэттью Мастапик, Шелдон Дингвол, Koll Guitars серийно выпускают Multiscale Archtop.
Кроме гитар, переменная мензура используются и в скрипках Viper Electric Violin, которые изобрёл Марк Вуд (англ.). Эти скрипки бывают 5-, 6- и даже 7-струнными, и для того, чтобы все струны были равномерно натянуты, изобретатель решил применить переменную мензуру, впрочем, без веерных ладов.